# Красоднев малый
Красодне́в малый, или лиле́йник малый (лат. Hemerocállis mínor) — красивоцветущее многолетнее травянистое растение; азиатский вид рода Красоднев, или Лилейник семейства Асфоделовые (Asphodelaceae).

## Название
Русское родовое название Красоднев — перевод латинского названия рода Hemerocallis, от латинизированных др.-греч. ἡμέρα – день и καλός — красивый. 
Из-за некоторого сходства в строении цветка красоднева и лилии род часто называют лилейником, особенно в садоводстве.
Видовое название малый — перевод лат. mínor. Так вид назван по относительному размеру растения.

## Ботаническое описание

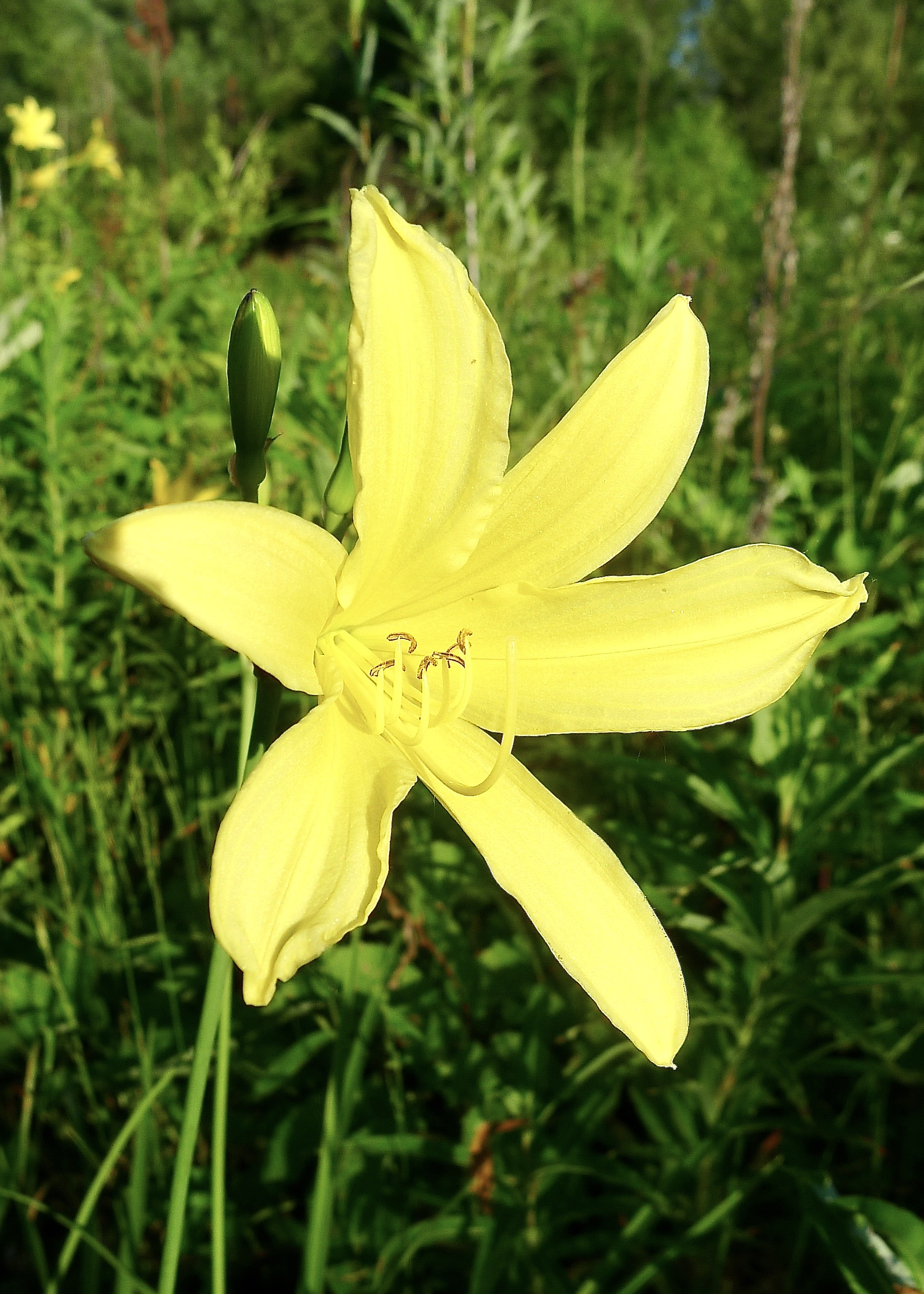
Цветок.

Корневище вертикальное, укороченное, с многочисленными корневыми мочками.
Стебель высотой до 1 м.
Листья многочисленные, двухрядные, линейные, 5–10 мм шириной, чуть длиннее или короче стебля.
Соцветие кистевидное, разветвленное, из 2–5 душистых цветков, сидящих на цветоножках длиной до 2,5 см. Прицветники обычно плёнчатые, яйцевидные или продолговато-яйцевидные, 10–20 мм длиной. Околоцветник длиной до 10 см, простой, воронковидный, золотисто-жёлтый, с отгибом, резко переходящим в трубку 18–25 мм длиной. Доли околоцветника заострённые, с редкими анастомозами, наружные доли уже внутренних. Пыльники длиной 5–7 мм. 
Плод — продолговато-овальная коробочка, длиной 2–3 см и шириной 10–18 мм.

## Распространение
Произрастает в Восточной Монголии, Северо-Восточном Китае, на Корейском полуострове. В России встречается на юге Сибири и Дальнего Востока.

## Экология
Растёт на сырых пойменных, остепнённых и лесных лугах, опушках, полянах, в берёзово-сосновых лесах, более обычен в лесостепных районах.

## Биология
Зимостойкий и засухоустойчивый вид. Размножается вегетативно и семенами. Цветёт в мае — июле. Отдельные цветки раскрываются на 1–3 дня. 
Число хромосом: 2n = 22.

## Значение и применение
Декоративное растение. Интродуцирован во многие ботанические сады.

## Классификация

### Таксономическое положение
- Hemerocallis minor Mill.basionym, Gard. Dict., ed. 8.: n.° 2 (1768)

Вид Красоднев малый, или Лилейник малый относится к роду Красоднев подсемейства Красодневовые (Hemerocallidoideae) семейства Асфоделовые (Asphodelaceae) порядка Спаржецветные (Asparagales).

### Синонимы
гомотипные синонимы:
- Hemerocallis flava var. minor (Mill.) M.Hotta
- Hemerocallis lilioasphodelus var. minor (Mill.) M.N.Tamura

гетеротипные синонимы:
- Hemerocallis graminea (Andrews)
- Hemerocallis graminifolia (Schltdl.)
- Hemerocallis pumila (Salisb.)
- Hemerocallis sulphurea (Nakai)